# Sale San Giovanni
Sale San Giovanni (piemontiul: Sale San Gioann) település Olaszországban, Piemont régióban, Cuneo megyében. Lakosainak száma 149 fő (2023. január 1.). Sale San Giovanni Camerana, Mombarcaro, Sale delle Langhe, Ceva és Paroldo községekkel határos.

## Népesség
A település lakossága az elmúlt években az alábbi módon változott:
| Lakosok száma | 177  | 173  | 149  |
|               | 2017 | 2018 | 2023 |